# Mentiri
Mentiri – miasto w Brunei, w dystrykcie Brunei-Muara.